# RT Девы
RT Девы (лат. RT Virginis), HD 113285 — двойная звезда в созвездии Девы на расстоянии приблизительно 788 световых лет (около 242 парсек) от Солнца. Визуальная звёздная величина звезды — от +8,7m до +7,41m.
Открыта Вильяминой П. Флеминг в обсерватории Гарвардского колледжа в 1896 году.
Зарегистрировано излучение H2O- и SiO-мазера*.

## Характеристики
Первый компонент — красный гигант, пульсирующая полуправильная переменная звезда типа SRB (SRB) спектрального класса M1, или M7, или M8III, или Map. Масса — около 3,146 солнечной, радиус — около 1467,715 солнечного, светимость — около 4500 солнечных. Эффективная температура — около 2000 K.
Второй компонент — красный карлик спектрального класса M. Масса — около 380,78 юпитерианской (0,3635 солнечной). Удалён в среднем на 2,191 а.е..